# 5,8S рРНК

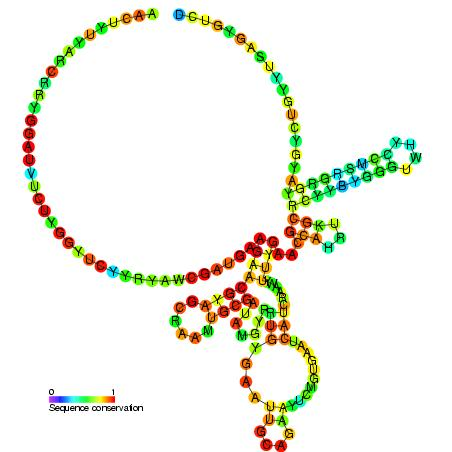
Предполагаемая вторичная структура 5,8S рРНК

Рибосомная РНК 5,8S (5,8S рРНК) — некодирующий компонент РНК большой субъединицы эукариотической рибосомы, играющий важную роль в трансляции белка. Он транскрибируется РНК-полимеразой I как часть предшественника 45S, который также содержит 18S и 28S рРНК. Считается, что его функция заключается в транслокации рибосом. Также известно, что он образует ковалентную связь с белком-супрессором опухоли p53. 5,8S рРНК можно использовать в качестве эталонного гена для обнаружения микроРНК. Рибосомная РНК 5,8S используется для лучшего понимания других процессов и путей рРНК в клетке.
РРНК 5,8S гомологична 5'-концу большой субъединицы неэукариотической рРНК. У эукариот вставка ITS2 разрушает рРНК большой субъединицы на 5,8S и 28S рРНК. У некоторых мух 5,8 рРНК дополнительно расщепляется на две части.

## Состав
Структура рРНК L567.5 имеет размер примерно 150 нуклеотидов и состоит из множества свернутых цепей, некоторые из которых считаются одноцепочечными. Эта рибосомная РНК вместе с 28S и 5S рРНК, а также 46 рибосомными белками образует большую субъединицу рибосомы. 5,8S рРНК первоначально транскрибируется вместе с 18S и 28S рРНК в прерибосомной РНК 45S, вместе с ITS 1 и ITS 2 (внутренний транскрибируемый спейсер) и 5' и 3' ETS (внешний транскрибируемый спейсер). 5,8S рРНК расположена между двумя ITS-областями, причем ITS1 отделяет ее от 18S рРНК в 5' направлении, а ITS2 — от 28S рРНК в 3' направлении. ITS и ETS отщепляются во время созревания рРНК. Это достигается за счет непрерывного пути расщепления, осуществляемого как эндонуклеазой, так и экзонуклеазой, разрезая спейсеры в определенных местах.

## Внешние ссылки
- Page for 5.8S ribosomal RNA at Rfam
- Arabidopsis 5.8S rRNA sequence
- Rice 5.8S rRNA sequence